# Нелюбов, Дмитрий Николаевич
Дмитрий Николаевич Нелюбов (1866, Санкт-Петербург — 19 марта 1926, Ленинград) — российский, советский ботаник, физиолог; доктор наук (1914).
Первооткрыватель воздействия этилена на физиологические процессы растений.

## Биография
Родился 14 ноября 1866 года в Санкт-Петербурге. Высшее образование получил в Императорском Санкт-Петербургском университете, учился на естественном отделении физико-математического факультета, был учеником ботаника Андрея Николаевича Бекетова. Окончив университет в 1893 году, был оставлен для подготовки к профессорскому званию. Работал лаборантом в Ботаническом кабинете университета (1895—1896) (был «хранителем Ботанического кабинета»). С 1896 года работал в Лаборатории по анатомии и физиологии растений Императорская Санкт-Петербургской академии наук (с 1917 года — Российской академии наук, с 1925 года — Академии наук СССР).
Был членом кружка «Маленькие ботаники», в который входили студенты и выпускники Санкт-Петербургского университета (среди наиболее известных участников — Андрей Николаевич Краснов, Владимир Николаевич Сукачев и будущий президент АН СССР Владимир Леонтьевич Комаров). Они собирались по вечерам, чтобы обсудить новые ботанические публикации, в том числе в зарубежной печати, собственные публикации, а также различные научные идеи. Нередко на эти собрания приходили и их бывшие преподаватели. Деятельность кружка началась по инициативе Бекетова в 1884 году и продолжалась примерно до 1904 года. Нелюбов вступил в кружок в 1896 году и был его активным участником, неоднократно выступал с докладами, а некоторое время являлся также и «министром финансов» — ответственным за сбор денег «на канцелярские расходы».
Одновременно с работой в академии наук занимался преподаванием в Санкт-Петербургском практическом технологическом институте. Был активным популяризатором ботаники.
Скончался в Ленинграде 19 марта 1926 года.

## Вклад в науку
Научные исследования Нелюбова были посвящены физиологическим особенностям прорастания семян, вопросам роста растений, а также такому явлению, как геотропизм. Первым в науке исследовал влияние на развитие растений физиологически активных, в том числе вредных газов. Ещё в 1864 году было установлено, что природный газ, воздействуя на растения, вызывает изменения в их развитии — в частности, их рост тормозится, органы начинают скручиваться, стебли и корни аномально утолщаются, а плоды созревают быстрее; предполагалось, что такое воздействие на растения оказывает метан — основной компонент природного газа. Лишь в 1901 году Нелюбовым было показано, что газом, активно воздействующим на растения, является не метан, а присутствующий в природном газе в небольшом количестве этилен.
В 1914 году Нелюбовым был описан так называемый «конститутивный тройной ответ растений на этилен», заключающийся в утолщении проростка и замедлении его роста проростка в длину, в отсутствии разгибания у апикальной петельки, а также в изменении ориентации проростка в пространстве.

## Публикации
- О горизонтальной нутации у Pisum sativum и некоторых других растений // Труды Санкт-Петербургского Общества Естествознания, т. 31, вып. 1, 1901.
- Об изменении геотропических свойств стеблей под влиянием некоторых газов // Дневники XI Съезда Естествоиспытателей и Врачей, 1901.
- О действии светильного газа на растения // Почвоведение, 1901.
- Природа растений : Характерные проявления жизни и важнейшие черты сходства и различия организмов в растительном царстве : с 32 таблицами хромолитографий, заимствованных из соч. Leclerc du Sablon «Nos fleurs», и 210 рисунками в тексте. — СПб.: издание Ф. Павленкова, 1903. — IV, 296 c.[5]
- О превращении отрицательного геотропизма в трансверсальный // Дневники XII Съезда Естествоиспытателей и Врачей, 1910.
- Геотропизм в лабораторном воздухе // Известия Императорской Академии Наук. Сер. 6. 1910. Т. 4. № 17. С. 1443—1458.
- Качественные изменения геотропизма. Часть II. Влияние лабораторного воздуха и этилена на геотропизм стеблей // Записки Императорской академии наук. Серия VIII, по физико-химическому отделению. Том XXXII. № 3, 1914.